# Adinia
Adinia es un género de peces de la familia de los fundúlidos en el orden de los ciprinodontiformes.

## Especies
- Adinia xenica (Jordan y Gilbert, 1882)[2][3]